# كاكاسد
كاكاسد هي قرية تقع في مقاطعة تولنا، المجر.